# Chojuro
Grusza 'Chojuro'  – odmiana uprawna (kultywar) gruszy należąca do grupy grusz azjatyckich, o późnej porze dojrzewania (odmiana zimowa). Odmiana bardzo stara, znaleziona w 1895 roku przez Chōjūrō Tōma jako przypadkowa siewka gruszy chińskiej w Kawasaki w Japonii. Jest bardzo rozpowszechniona na całym świecie, spotyka się ją we wszystkich krajach, w których można uprawiać grusze wschodnie. W Polsce ma małe znaczenie, spotyka się ją w uprawie amatorskiej, podobnie jak i inne odmiany z tej grupy.

## Morfologia
PokrójDrzewo rośnie średnio silnie. Tworzy koronę rozłożystą o wyraźnej tendencji do zagęszczania się. Pędy są cienkie lekko błyszczące, jasnobrązowe z lekkim czerwonawym przebarwieniem. Owocuje zarówno na krótkopędach, jak i na długopędach.
OwocWielkość jest średnia (130–180g), kształt kulisty lub kulistospłaszczony. Skórka jest szorstka, sucha, cienka lecz mocna. Barwa skórki początkowo jest zielonkawobrązowa, lecz po dojrzeniu brązowa, bez rumieńca. Na powierzchni owocu są wyraźnie widoczne kremowe, dość duże przetchlinki. Dość długa szypułka osadzona jest w płytkim zagłębieniu. Zagłębienie kielichowe jest płytkie i pozbawione kielicha. Miąższ ma barwę żółtawobiałą, jest słodki, twardy, średnio soczysty i aromatyczny. Owoce zawierają komórki kamienne.

## Zastosowanie
- Roślina uprawna. W okres owocowania wchodzi wcześnie, najczęściej dwa do czterech lat po posadzeniu. Plonuje bardzo obficie i corocznie. Bardzo obfite owocowanie uzyskuje się przy zapyleniu krzyżowym z innymi odmianami. Aby uzyskać owoce wysokiej jakości, należy koniecznie stosować przerzedzanie zawiązków.
- Jest jedną z nielicznych odmian grusz wschodnich, którą można uprawiać w Polsce w sadach towarowych.

## Uprawa
- Odmiana może być uprawiana na podkładkach generatywnych. Z wielu doświadczeń wynika, że najlepsze są siewki gruszy brzozolistnej, choć mogą także być siewki gruszy drobnoowocowej czy też najczęściej stosowane w Polsce siewki gruszy kaukaskiej.
- Chojuro – jak na odmianę azjatycką – charakteryzuje się dużą tolerancją na mróz. W USA i Kanadzie sadzona jest w rejonach, gdzie temperatury spadają do –25 °C. Jest odmianą odporną na parcha gruszy, choć stosunkowo wrażliwą na zarazę ogniową.
- Zbiór i przechowywanie: W warunkach polskich w zależności od rejonu i przebiegu pogody dojrzałość zbiorczą osiąga od około 20 września do połowy października. Przechowuje się dość dobrze, w zwykłej chłodni można ją przechować do końca stycznia. W chłodni z kontrolowaną atmosferą o dwa miesiące dłużej. Optymalna temperatura przechowywania wynosi –1 °C. Dobra do spożycia jest po co najmniej dwóch tygodniach przechowywania.